# Grigorij Pinaičev
Grigorij Markovič Pinaičev (in russo Григорий Маркович Пинаичев?; Mosca, 9 gennaio 1913 – Mosca, 26 luglio 1988) è stato un calciatore e allenatore di calcio sovietico, di ruolo difensore.

## Palmarès

### Allenatore

#### Competizioni nazionali
- Coppa dell'Unione Sovietica: 1

CSKA Mosca: 1955